# 白鳥台 (姫路市)
白鳥台（はくちょうだい）は、兵庫県姫路市の地名。郵便番号671-2245。

## 地理
姫路市北西部にある。書写山と菅生川の西、峰相山の南麓に位置する。

## 歴史
縄文時代後期の住居跡、古墳時代の古墳群や窯跡などがみられ、古来より恵まれた自然と文化に育まれてきた地域であることをうかがい知ることができる。

### 地名の由来
戦後まもなく、営農研究所が設置され、牧場には数百頭の乳牛が草を食み、池の辺りに山荘があった。昭和45年農場を閉鎖し、宅地開発が進められ、小学校区が白鳥であったので、白鳥タウンと称した。

### 大谷古窯跡
四天王寺が戦災で消滅し再建の際、創建当時の跡を発掘調査したところ、鋸歯文縁複弁六葉蓮華文で飾られた鴟尾片が出土した。これと同種の鴟尾片が、すでに打越大谷窯跡付近から発見されている。

## 世帯数と人口
2022年（令和4年）12月31日現在の世帯数と人口は以下の通りである。
| 丁目         | 世帯数  | 人口  |
| ------------ | ------- | ----- |
| 白鳥台１丁目 | 370世帯 | 760人 |
| 白鳥台２丁目 | 355世帯 | 763人 |
| 白鳥台３丁目 | 450世帯 | 962人 |

## 小・中学校の学区
市立小・中学校に通う場合、学区は以下の通りとなる。
| 番地 | 小学校             | 中学校             |
| ---- | ------------------ | ------------------ |
| 全域 | 姫路市立峰相小学校 | 姫路市立書写中学校 |

## 交通

### 鉄道・バス
- 当地には鉄道が通っていないが、西日本旅客鉄道（JR西日本）姫新線余部駅が最寄り駅になる。
- 姫路駅から神姫バスで白鳥台行き

### 道路
- 兵庫県道545号石倉玉田線
- 山陽自動車道山陽姫路西ICから約2km

## 施設
- 白鳥台集会所
- 姫路打越簡易郵便局